# منتخب رومانيا لكرة القدم للسيدات
منتخب رومانيا لكرة القدم للسيدات، هو منتخب روماني لكرة القدم للسيدات.